# Município Dande
Município Dande är en kommun i Angola.   Den ligger i provinsen Bengo, i den nordvästra delen av landet, 80 kilometer nordost om huvudstaden Luanda.
I omgivningarna runt Município Dande växer huvudsakligen savannskog. Runt Município Dande är det mycket glesbefolkat, med 7 invånare per kvadratkilometer.